# Esterno notte
Esterno notte (signifiant en français « Extérieur nuit ») est une mini-série télévisée italienne en six épisodes, réalisée par Marco Bellocchio, diffusée en 2022, qui relate l'enlèvement et l'assassinat d’Aldo Moro par un commando des Brigades rouges en 1978. Le rôle d'Aldo Moro est tenu par Fabrizio Gifuni.
En France, la mini-série est diffusée pour la première fois sur Arte les 15 et 16 mars 2023. Elle est disponible sur la plateforme en ligne américaine Netflix.

## Thème
Vingt ans après son film Buongiorno, notte (2003), Marco Bellocchio revient sur l'enlèvement et l'assassinat d’Aldo Moro, président du parti politique Démocratie chrétienne, pendant les Années de plomb. L'enlèvement a lieu à Rome le 16 mars 1978, jour où le nouveau gouvernement dirigé par Giulio Andreotti se présente devant le Parlement italien à l'occasion d'un vote de confiance. Le commando des Brigades rouges, un groupe terroriste d'extrême gauche, a pour chef Mario Moretti. Après avoir été séquestré pendant 55 jours, Aldo Moro est retrouvé mort dans le coffre d'une voiture au centre de Rome.

## Distribution
- Fabrizio Gifuni[3] (VF : Christian Gonon) : Aldo Moro
- Margherita Buy (VF : Sylvia Bergé) : Eleonora Chiavarelli, épouse d'Aldo Moro
- Toni Servillo (VF : François Marthouret) : le pape Paul VI
- Fausto Russo Alesi (VF : Éric Caravaca) : Francesco Cossiga
- Daniela Marra (VF : Louise Diquero) : Adriana Faranda
- Gabriel Montesi (VF : Félicien Juttner) : Valerio Morucci
- Fabrizio Contri (VF : Michel Vuillermoz) : Giulio Andreotti
- Gigio Alberti : Benigno Zaccagnini
- Antonio Piovanelli : Pasquale Macchi
- Pier Giorgio Bellocchio (VF : Arnaud Bedouët) : Domenico Spinella
- Luca Lazzareschi : Franco Ferracuti
- Paolo Pierobon (VF : Thierry Hancisse) : Cesare Curioni
- Renato Sarti : Agostino Casaroli
- Davide Mancini (VF : Guillaume Pottier) : Mario Moretti
- Bruno Cariello : Don Giuseppe
- Sergio Albelli : Corrado Guerzoni
- Aurora Peres : Maria Fida Moro
- Lorenzo Gioielli : Enrico Berlinguer

## Épisodes
1. Aldo Moro
2. Il ministro degli interni
3. Il Papa
4. I terroristi
5. Eleonora
6. La fine

## Distinctions

### Récompenses
- David di Donatello 2023 : meilleure réalisation, meilleur acteur pour Fabrizio Gifuni, meilleur maquilleur et meilleur monteur[4],[5]

### Nominations
- David di Donatello 2023 : meilleur film, meilleure actrice pour Margherita Buy, meilleure actrice dans un second rôle pour Daniela Marra, David di Donatello du meilleur acteur dans un second rôle pour Fausto Russo Alesi et Toni Servillo, meilleur scénario original, meilleur producteur, meilleur directeur de la photographie, meilleur musicien, meilleur décorateur, meilleurs costumes, meilleur coiffeur, meilleur son et meilleurs effets visuels